# Rock per mil
Rock per mil (originalment en anglès, We Are the Thousand) és una pel·lícula documental de 2020, dirigida per Anita Rivaroli, que tracta sobre l'homenatge que van retre un miler de músics al grup de rock Foo Fighters. El 7 d'abril de 2022 es va estrenar la versió original subtitulada en català en el marc del cicle Documental del Mes.

## Sinopsi
En Fabio vol convèncer la seva banda de rock preferida, els Foo Fighters, perquè actuïn a Cesena, el seu petit poble natal. Per aconseguir-ho, es proposa una fita gairebé inassolible: reunir mil músics per tocar junts i en sincronia la seva cançó "Learn to fly". Una crida per YouTube serà l'inici de l'aventura dels Rockin' 1000, la banda de rock més gran que ha existit mai.